# Hydraulic Brake Assist
Hydraulic Brake Assist - hydrauliczny asystent hamowania, komponent układu hamulcowego ESP w samochodach osobowych.
Pomaga w przypadku hamowania awaryjnego. Na podstawie szybkości nacisku pedału hamulca, rozpoznaje, czy kierowca potrzebuje pełnego hamowania i automatycznie zwiększa ciśnienie w układzie hamulcowym, co pozwala skrócić drogę hamowania.